# Jordi Arkö

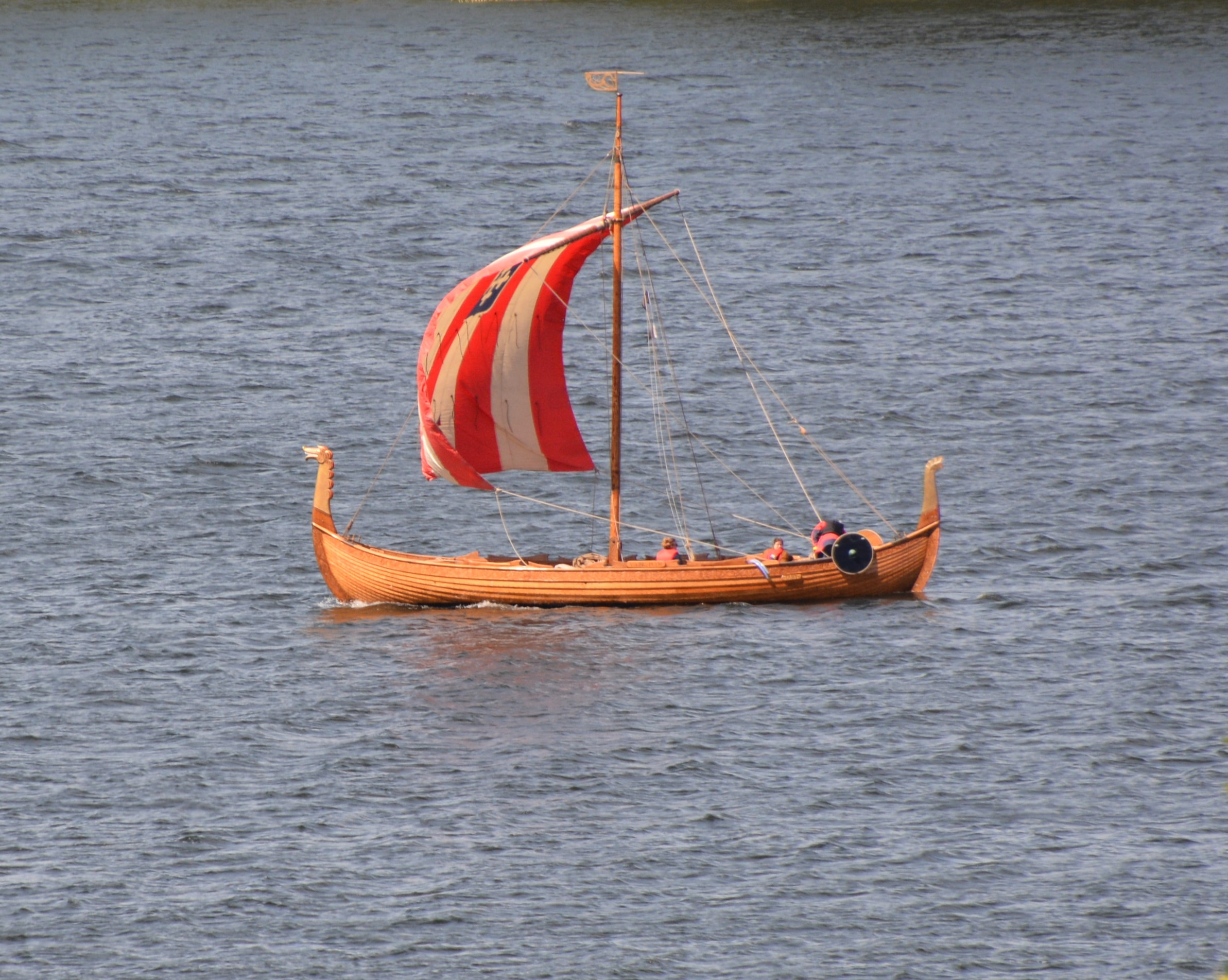
Jordi Arkö har gjort utsmyckningen på Bjarke, 1995

Jordi Georges Ernest Arkö, född 21 maj 1951 i Stockholm, är en svensk konstnär. 
Jordi Arkö utbildade sig på Stockholms universitet 1971–74 och Kungliga Konsthögskolan i Stockholm 1975–80. 
Han har varit lärare på Kungliga Konsthögskolan 1980-93 och också undervisat på Dublin National College of Art and Design  1990–93. År 2003 var han konstnärlig ledare för Grafikens Hus i Mariefred. Han blev därefter konstkonsultent i Dalarna  och är bosatt utanför Mora.
Han har haft separatutställningar på bland andra  Galerie Doktor Glas, Konstnärshuset och Liljevalchs i Stockholm,  Skissernas museum i Lund, Sigtuna museum, Kunsthallen Nikolaj i Köpenhamn, Raumo i Finland, Centre Culturel Suédois i Paris, Altes Museum i Berlin samt Bryggens Museum i Bergen.
Arkö finns representerad vid Nationalmuseum, Kalmar konstmuseum, Dalarnas museum och Moderna museet i Stockholm